# Multi-Target-Enzym-Inhibitor
Die Wirkstoffgruppe der Multi-Target-Enzym-Inhibitoren ist eine neue Einteilung von Arzneistoffen, die durch ihre Struktur eine Inhibition an mehreren Enzymen gleichzeitig hervorrufen und somit mehrere Stoffwechselvorgänge parallel unterbinden, wobei davon auszugehen ist, dass dieser breite Wirkeffekt gewünscht ist. Ihren Einsatz finden diese Medikamente in der Zurückdrängung bzw. der Behandlung von Tumoren in der Onkologie. Dieses Vorgehen ist notwendig, da beim Vorgang des Tumorwachstums und der -verbreitung oft mehrere Schlüsselenzyme beteiligt sind, die im Sinne einer Behandlung möglichst umfassend geblockt werden müssen. 
Interessant daran ist das Vorgehen bei der Arzneistoffentwicklung, welches der klassischen Arzneistoffentwicklung widerspricht, da diese auf höchstmögliche Selektivität an einer Zielstruktur abzielt, um mögliche Neben- und Wechselwirkungen zu begrenzen bzw. zu verhindern.

## Arzneistoffe
Als erster Vertreter dieser Gruppe, für den auch die Gruppenbezeichnung von der Herstellerfirma Lilly mitgeprägt wurde, ist der Arzneistoff Pemetrexed (Alimta®), der zur Behandlung des nicht-kleinzelligen Bronchialkarzinoms (NSCLC) und des inoperablen malignen Pleuramesothelioms (MPM) eingesetzt wird.
Als weitere potentielle Vertreter dieser Gruppe sind die beiden Substanzen Lapatinib (Tykerb® bzw. Tyverb®) (dualer Tyrosinkinase-Inhibitor) und Pazopanib (Multi-Target-Tyrosinkinase-Inhibitor) des Herstellers GlaxoSmithKline anzuführen, die gerade gemeinsam als Kombination in einer Phase-II-Studie zur Behandlung des Zervixkarzinoms eingesetzt werden.